# 浅倉舞
浅倉 舞（あさくら まい、1972年11月8日 - ）は、日本の元AV女優。

## 略歴
1990年代に活動した。アイドルAV女優の元祖的存在で、あどけなさ、清楚さの見た目とは異なる過激な絡みで人気となった。
1992年3月、葉山レイコ、星野ひかるに続き、芳友舎・ティファニーの看板シリーズ「処女宮」に出演し、AVデビュー。デビュー作のキャッチコピーは『衝撃度は、葉山レイコを凌ぎ／過激度は、星野ひかるをも超える』。
「お嬢様」レーベル・ティファニーのイメージを体現した可憐さと、高級クラブのホステスを思わせる雰囲気をあわせ持っていた。グラビア活動などでAV出演を公にしない「パブNG」のAV女優が増えていた中、両親公認のもとで積極的なメディア展開を行い、白石ひとみ、飯島愛、憂木瞳らとともに、1990年代前半を代表する人気AVアイドルの一人として活躍した。
1995年の引退までに40本近いAVを全て芳友舎系レーベルからリリースし、AV不況の中にあって、同社の屋台骨を支えたなどと言われる。1992年に設立された複数キャストのレーベル、エイトマンにしばしば起用されたため、出演作に占める単独名義作品の割合は比較的少ない。
1999年1月に『Revival』でカムバック。容姿はやや円熟味を帯びたものの、根強いファンに歓迎され、AV8本とVシネマ1本を残した。
ビデオボーイ200号でのインタビューによると500万円の借金の返済のためにAVデビューしたとのこと。

## 作品

### アダルトビデオ
- 処女宮 第3章 ヴァージン・リップ（1992年3月21日、ティファニー）デビュー作
- 早熟メシベ 濡れてくるまで待って（1992年4月24日、ティファニー）
- 栗とリスにジャストミート! あふれでる水蜜桃（1992年5月29日、ティファニー）
- 絶頂シンデレラ エクスタシー・舞・ラブ（1992年6月27日、ティファニー）
- 舞のビンビン物語 制服シンデレラの秘密（1992年7月31日、ティファニー）
- 純粋異性交遊 濡れた分だけ女になって（1992年8月30日、エイトマン）共演 花木まどか
- 実録・朝まで生ビデオ 名器狩り（1992年9月22日、ティファニー）
- 奥さんごちそうさまでした 玉の輿タマ遊び（1992年10月30日、エイトマン）共演 黒須麻里
- 快楽エロトピア'92 美女と性獣（1992年11月13日、ティファニー）
- 私は喰いしん棒 若奥様おつまみ日記（1992年11月30日、エイトマン）共演 綾瀬ひとみ
- 舞の踊り喰い 愛は出しおしみなく（1992年12月25日、エイトマン）共演 岡崎結由
- ナース・ステーション 花の女子寮! ピチピチ物語（1993年1月10日、エイトマン）共演 伊藤真紀、早乙女美紀、立野しのぶ、桐島ももこ、綾瀬ひとみ、田島さとみ
- いけいけナイチンガール ナース天国 病院で抜こう!（1993年1月10日、エイトマン）共演 伊藤真紀、早乙女美紀、立野しのぶ、高倉みなみ、沢口梨々子、斉藤あかね
- 激しい愛ランド もも色サンゴにくちづけを（1993年2月10日、エイトマン）共演 早乙女美紀
- えっちなえっちな大冒険 南の果てまでイッてきます!（1993年4月25日、ティファニー）
- お嬢さん、どこまでイクの? 淫乱交差点（1993年5月30日、エイトマン）共演 秋川典子、上杉愛奈
- セクシー・ボディーガード 腰つきの裏がわ（1993年6月14日、エイトマン）共演 黒沢あゆみ
- 君の泉に恋してる 絶頂までのラブ・ソング（1993年7月17日、ティファニー）
- 舞の名器授業 ハードに教えて!（1993年8月9日、ティファニー）
- 浅倉舞（1993年11月9日、ティファニー）
- 下半身集中治療 ふしだらな天使（1993年12月15日、エイトマン）共演 水島ルミ、可愛静果
- 狂った美肉 具合のいい女（1994年1月22日、エイトマン）共演 有森麗、村上憂里
- 口全ワイセツ16 極上編（1994年2月17日、SAMM）
- 濡れた放課後 女教師乱れ泣き（1994年4月24日、エイトマン）共演 美里真理、松本コンチータ、村上憂里、朝吹ケイト
- 浅倉舞のうらの裏（1994年6月30日、SAMM）
- 淫獣教室（1994年7月30日、エイトマン）共演 憂木瞳、沙羅樹、杉浦友美
- 死ぬか狂うか ザ・悶絶（1994年8月31日、SAMM）
- 奥までジンジン 美人妻・下半身すすり泣き（1994年10月27日、SAMM）
- 愛人戦争 ヌキ・サシならぬ女たち（1994年11月30日、エイトマン）共演 小森まみ、水野愛、麻生菜月
- あばれ腰・淫ら舞（1994年12月27日、SAMM）
- エロティック・サスペンス 死ぬか、イクか?!（1995年1月11日、エイトマン）共演 岡崎美女、藤谷しおり、水野愛、沙羅樹
- 禁断症状 肉欲のとりこ（1995年1月26日、SAMM）
- 肉欲まんだらげ 性食鬼III（1995年3月30日、SAMM）
- 不倫願望 むさぼるように愛されたい（1995年5月31日、エイトマン）共演 北原梨奈、藤森加奈子
- 色欲まみれ 女王様のくねり腰（1995年6月22日、SAMM）
- 遺書（1995年8月24日、SAMM）
- Revival（1999年1月29日、アリスJAPAN）
- 転生（1999年2月28日、シャイ）
- 奈落の舞 復活の女神（1999年3月26日、Gang）
- SOLID BREATH（1999年4月28日、BOLD）
- NASTY TRAP 微虐の罠（1999年6月25日、BOLD）
- 淫美 人妻協奏曲（1999年8月9日、COLORS （笠倉出版社））
- 女教師痴漢電車（1999年9月8日、COLORS （笠倉出版社））
- 新・女教師スペシャル あぶない放課後（1999年9月16日、Vogue）

### イメージビデオ
- おかえり（1994年10月20日（発行）、英知出版）

### オリジナルビデオ
- いつかムラムラする日（1993年4月1日、バップ）共演 朝岡実嶺、小橋礼奈
- 桃尻こねクション（1993年9月1日、バップ）共演 卑弥呼、前薗小百合、杉浦友美
- 重役秘書 役員室での情事（1999年9月21日、ミュージアム）

## 出演

### 映画
- 美里真理 教え子の眼の前で（1994年10月14日、配給：エクセス）『女教師乱れ泣き 濡れた放課後』の劇場版
- 乱行教室 私の顔にかけて!（1995年2月24日、配給：エクセス）『淫獣教室 女教師・めくられた花芯』の劇場版

### 声優出演
- 淫獣学園 La Blue Girl 3 色魔殺界の章（夜久 1994年2月25日、dez）
- 淫獣学園 La Blue Girl 4 妖刀淫界の草（夜久 1994年2月25日、dez）

### テレビ
- おとなのえほん（サンテレビジョン）

## 書籍

### 写真集
- 紫陽花（1992年7月1日、英知出版、撮影：西田幸樹）
- 浅倉舞vs小林愛美（1994年11月5日、ワニブックス、撮影：清水清太郎）ISBN　978-4847023798
- Far out!（1994年11月10日、英知出版、撮影：若杉憲司）ISBN 978-4754213756
- 復活 Resurrection（2000年7月30日、双葉社、撮影：清水清太郎）ISBN 978-4575291254
- IN & OUT（2001年3月16日、音楽専科社、撮影：清水清太郎）ISBN 978-4872790634

### 雑誌
- オレンジ通信 1992年06月号（表紙）